# Adolf Flubacher
Adolf Flubacher (ur. 6 grudnia 1900 w Binningen, zm. ?) – szwajcarski piłkarz występujący na pozycji napastnika.

## Kariera klubowa
W trakcie kariery Flubacher reprezentował barwy zespołu FC Nordstern Basel.

## Kariera reprezentacyjna
W reprezentacji Szwajcarii zadebiutował 29 października 1928 w przegranym 0:2 towarzyskim pojedynku z Austrią.
W drużynie narodowej rozegrał dwa spotkania, oba w 1928. W tym samym roku został powołany do drużyny na letnie igrzyska olimpijskie, nie zagrał jednak na nich w żadnym meczu.